# Patricia Verhaegen
 (juin 2023).
La mise en forme du texte ne suit pas les recommandations de Wikipédia : il faut le « wikifier ».
Les points d'amélioration suivants sont les cas les plus fréquents :
- Les titres sont pré-formatés par le logiciel. Ils ne sont ni en capitales, ni en gras.
- Le texte ne doit pas être écrit en capitales (les noms de famille non plus), ni en gras, ni en italique, ni en « petit »…
- Le gras n'est utilisé que pour surligner le titre de l'article dans l'introduction, une seule fois.
- L'italique est rarement utilisé : mots en langue étrangère, titres d'œuvres, noms de bateaux, etc.
- Les citations ne sont pas en italique mais en corps de texte normal. Elles sont entourées par des guillemets français : « et ».
- Les listes à puces sont à éviter, des paragraphes rédigés étant largement préférés. Les tableaux sont à réserver à la présentation de données structurées (résultats, etc.).
- Les appels de note de bas de page (petits chiffres en exposant, introduits par l'outil «  Source ») sont à placer entre la fin de phrase et le point final[comme ça].
- Les liens internes (vers d'autres articles de Wikipédia) sont à choisir avec parcimonie. Créez des liens vers des articles approfondissant le sujet. Les termes génériques sans rapport avec le sujet sont à éviter, ainsi que les répétitions de liens vers un même terme.
- Les liens externes sont à placer uniquement dans une section « Liens externes », à la fin de l'article. Ces liens sont à choisir avec parcimonie suivant les règles définies. Si un lien sert de source à l'article, son insertion dans le texte est à faire par les notes de bas de page.
- La présentation des références doit suivre les conventions bibliographiques. Il est recommandé d'utiliser les modèles {{Ouvrage}}, {{Chapitre}}, {{Article}}, {{Lien web}} et/ou {{Bibliographie}}. Le mode d'édition visuel peut mettre en forme automatiquement les références.
- Insérer une infobox (cadre d'informations à droite) n'est pas obligatoire pour parachever la mise en page.

Pour une aide détaillée, merci de consulter Aide:Wikification.
Si vous pensez que ces points ont été résolus, vous pouvez retirer ce bandeau et améliorer la mise en forme d'un autre article.
Patricia Verhaegen, née Elza Scraeyen le 23 octobre 1944, est une cinéaste belge de film ethnographique et écrivaine connue pour son travail documentaire et son exploration de différentes cultures à travers le monde.

## Biographie
Patricia Verhaegen a développé sa passion pour le cinéma dès son enfance, nourrissant un désir ardent de voyager et de découvrir le monde qui l'entoure. Après avoir rencontré Etienne Verhaegen, son partenaire de vie et de création, ils ont décidé ensemble de partir à l'aventure et de réaliser des films. Ils se sont rendus aux États-Unis fin des années 1960, où Etienne a suivi des cours de cinéma à l’université de Stanford et à Los Angeles. Ensemble ils mettent en pratique les cours en réalisant des films documentaires sur le terrain.

### Début de carrière
Leur deuxième film en 1971, Adventure in Hippyland, sur la communauté hippie The Floating Lotus Magic Opera Company du poète Daniel Moore avec Allen Ginsberg en Californie a attiré l'attention des chaines de télévisions BRT et RTB, ce qui leur a ouvert la voie pour explorer et filmer des communautés opprimées dans les pays en développement.

#### Initiation au Vaudoo
En 1972 lors d'un repérage de film en Haïti, Patricia Verhaegen s'est intéressée aux rites vaudous et à leur impact sur les femmes. Acceptée dans cette communauté, elle y rencontre un Houngan et décide de se faire initier au vaudou. Son mari filme son expérience personnelle éprouvante, qui lui permettra de mieux comprendre la place des femmes dans cette culture. Le film deviendra ainsi le sujet du film Vaudou Blanche, en 1973.

##### Impact personnel et spirituel
Cette initiation au vaudou a profondément marqué Patricia Verhaegen. Elle a ressenti une forme de psychanalyse personnelle et a développé un sentiment de solidarité avec les personnes initiées qui partageaient cette pratique. Les réactions de choc des deux côtés, tant parmi les Haïtiens que parmi les étrangers, ont souligné la nature surprenante et inhabituelle de cette expérience.

##### Réflexion sur les sociétés traditionnelles
L'initiation au vaudou a fait prendre conscience à Patricia de l'importance des dynamiques spirituelles et culturelles au sein des sociétés traditionnelles. Elle réalise que ces pratiques jouent un rôle essentiel et complexe au sein de ces communautés. Cette expérience contribue à façonner sa perception des différentes cultures et l'inspire à représenter avec respect et une profonde compréhension ces sociétés dans ses films. L'initiation au vaudou devient ainsi un moment clé de transformation personnelle qui influence son parcours en tant que réalisatrice et exploratrice des sociétés traditionnelles.

#### Soutien de Frédérique Rossif
Entre 1972 et 1974, le couple parcourt l'Asie et l'Amérique latine en réalisant des films au Brésil, au Pérou, au Panama et à Bali, avant d'être découvert et apprécié par Frédéric Rossif qui a été impressionné par leurs films.
Grâce à son soutien, Patricia et Etienne Verhaegen obtiennent des contrats de FR3 pour la réalisation de deux séries de 6 films documentaires explorant le thème du pouvoir dans de nombreuses sociétés primitives et traditionnelles.

#### Série:Il était une fois le Pouvoir
La série de films Il était une fois le pouvoir explore les mécanismes du pouvoir, les privilèges et les contraintes de ceux qui le détiennent, en montrant des images et des informations de régions peu explorées, contribuant ainsi à une meilleure appréhension de ces communautés méconnues de l'Occident. La série débute par le film Massacre pour le Prestige, réalisé en 1974, met en lumière les Papous de Papouasie-Nouvelle-Guinée.
L'équipe de tournage est composée de deux personnes, dont Etienne à la caméra Eclair 16 mm et Patricia au son avec un enregistreur Nagra IV, ce qui leur permet de se fondre facilement et discrètement dans leur environnement et de se faire passer pour des touristes si nécessaire. Cette approche leur a permis d'obtenir des images authentiques et de développer une relation de confiance avec les populations locales.
Les Verhaegen se sont rapidement inscrits dans la lignée du cinéma direct, s'inspirant notamment de Jean Rouch. Leur approche consiste à s'immerger pleinement dans la vie des populations qu'ils rencontrent, cherchant à comprendre leur réalité de l'intérieur plutôt que de se contenter d'un rôle d'observateurs extérieurs. Leurs films, empreints de respect et de chaleur humaine, sont considérés comme des témoignages uniques et irremplaçables sur les cultures qu'ils explorent.
Pierre Vaneck est la voix du narrateur des films de la série.
Le huitièmes film de la série Panique à Kor Samba en 1980 témoigne de la répression du peuple Mandari, des chasseurs d’éléphants, par l'armée soudanaise. Ce film a été récompensé du Prix du Public au Festival du Grand Reportage de Luchon en 1981,.
La série Il était une fois le Pouvoir sera primée par l'Antenne de Cristal de la meilleure série à la télévision belge en 1980 et saluée par des journalistes et critiques de films,.

##### Noubas
Ayant été intrigués par le livre photo de Leni Riefenstahl sur les Noubas du Sud Soudan, Etienne et Patricia Verhaegen s'y rendent une première fois au village de Fungor, dans les montagnes de Jebel Kau, dans l'État du Kordofan du Sud, en 1977.
Ce village, aux confins du monde arabe et négligé par celui-ci, était considéré comme l'un des derniers refuges des populations Noubas, qui étaient restées longtemps à l'écart de l'influence islamique et de la colonisation.
Ils immortaliseront le village en filmant ses traditions, leurs danses frénétiques, la sophistication de leurs maquillages, et l'organisation sociale complexe, pour le film Les Noubas de Fungor, sorti en 1979. L'impact esthétique et émotionnel de ces images est d'une rare intensité.
Peu de temps après leur visite, des forces de police arabes sont arrivées, obligeant la population à se vêtir selon les normes arabes et imposant un contrôle permanent à proximité du village, interdisant l'accès aux étrangers. Ainsi, lorsque Etienne et Patricia Verhaegen ont réussi à retourner à Fungor quelques mois plus tard, en échappant à la vigilance de la police, tout avait déjà changé chez les Noubas. Les habitants avaient dû abandonner une partie de leurs traditions et adopter des noms arabes, sous la pression de l'autorité soudanaises.
Lors du tournage du film, la Land Rover des Verhaegen, remplie de jerricans d'essence, a pris feu et explosé dans la savane. Ils ont dû marcher pendant plus de 2 jours pour arriver dans la ville de Kodok.
Les traditions et la culture ancestrale Nouba dans le village de Fungor n'existe plus aujourd'hui,.

##### Mutilations génitales féminines
Patricia Verhaegen s'est particulièrement intéressée aux interactions communautaires dans les sociétés traditionnelles, en mettant l'accent sur le rôle des femmes et des enfants. Elle a co-réalisé un film bouleversant d'une heure explorant le sujet des mutilations génitales des filles au Soudan, intitulé Le Secret de Leurs Corps, en 1979,.
La diffusion du film sur FR3 le 30 juin 1982 s’ouvre par un prologue de Benoîte Groult, mais en raison de la dureté des images, la diffusion du film sera re-programmée à une heure plus tardive.
La diffusion du film Le Secret de Leurs Corps sur la RTBF le 8 janvier 1982 a été suivie d'un débat animé par Françoise van de Moortel sur les mutilations génitales féminines en Afrique. Le débat a réuni des femmes victimes, des médecins dont Dr. Marie-Hélène Franjou, ainsi que Célestin Kabuya Lumuna Sando, Benoîte Groult et Patricia Verhaegen.
Des extraits du film ont été utilisés dans un reportage diffusé lors du journal télévisé de Patrick Poivre d'Arvor du 21 juillet 1982 sur Antenne 2, afin de dénoncer les pratiques des mutilations génitales en France.

##### Salvador
Etienne et Patricia Verhaegen ont filmé à l'intérieur de la cathédrale de San Salvador, lorsque, le 22 janvier 1980, les forces de sécurité du régime ont attaqué une manifestation pacifique des Coordinadora Revolucionaria de Masas en utilisant des tireurs d'élite. Cette attaque a causé la mort de plus de 50 personnes et a blessé des centaines d'autres. Les séquences de la fusillade feront partie de leur film Sous le Régime de la Terreur, qui a été diffusé pour la première fois le 11 juillet 1982 sur FR3. Le film obtiendra le Grand Prix ainsi que le Prix de la Séquence Insolite au Festival du Film Reportage et d'Aventure de Bruxelles en 1984.

### Retour en Haïti
Haïti occupe une place spéciale dans le cœur de Patricia Verhaegen. Elle a visité ce pays à de multiples reprises, cherchant à comprendre la vie de ses habitants et à pénétrer les rituels les plus secrets du vaudou.
En 1985, elle retourne en Haïti avec son mari et son fils Alix Verhaegen, alors âgé de 11 ans, pour réaliser le documentaire Vaudou : la terreur de la nuit, et enquêter sur les zombies et les bizangos. Ce documentaire présente des séquences captivantes tournées lors de leurs voyages à Haïti, offrant une vision intime de cette religion fascinante, à la fois terrifiante et rassembleuse. Le film remportera le Golden Award du meilleur film documentaire au Festival International du Film de Houston en 1988.

### Nés parmi les animaux sauvages
Entre 1997 et 2002, elle participe, en tant que co-réalisatrice avec Etienne Verhaegen, à la réalisation de la série de films animaliers intitulée Nés parmi les animaux sauvages mettant en scène la rencontre entre des enfants et divers animaux sauvages menacés. Ces films ont été tournés en Afrique du Sud, au Sri Lanka et à Madagascar,.

### Livre
Elle a écrit et publie en 2023 sa biographie intitulée Vaudou : Au Risque de m'y Perdre, retraçant son expérience avec le vaudou haïtien.

### Réalisateur
- 1970 : LSD and Mysticism in California
- 1971 : Adventure in Hippyland
- 1973 : Soumission ou la Mort
- 1973 : La Revolte des Ponchos Rouge
- 1973 : Vaudou Blanche
- 1974 : Massacre pour le Prestige
- 1974 : Marriage par Kidnapping
- 1974 : La vie dans une famille Brahmane
- 1975 : La Muraille de Rey Bouba
- 1975 : Militaire des Amériques
- 1976 : La Forteresse des Intrigues
- 1977 : Les sept vaches du Roi Shilluk
- 1977 : L'Empire du Surnaturel
- 1978 : La face Magique du Pouvoir
- 1979 : Les Nubas de Fungor
- 1979 : Le Secret de leurs Corps
- 1980 : Panique à Kor Samba
- 1981 : Le Référendum des Dieux
- 1982 : Sous le Régime de la Terreur
- 1982 : La Bouche qui Tue
- 1982 : La Sagesse du Sheikh
- 1982 : Sur les Sentiers de la Guerre
- 1982 : Les Lords de l’Himalaya
- 1982 : Le Sultan Prisonnier
- 1982 : Le Cauchemar du Roi
- 1985 : Princesse d'un Jour
- 1985 : Un homme d’honneur
- 1985 : Marie Toréro
- 1987 : Vaudou: La Terreur de la Nuit
- 1994 : Coup d'Etat chez les Lémuriens
- 1995 : Hellicapture
- 2002 : Elephant Boy (2002)

## Réferences
1. 1 2  (nl) « Avontuur in hippieland », Het Laatste Nieuws,‎ 10 octobre 1971
2. 1 2  « Patricia & Etienne Verhaegen », Pour le Cinema Belge, no 17,‎ mars-avril 1976, p. 13
3. ↑  Catherine Degan, « Les socio-drames d'Etienne Verhaegen », Le Soir,‎ 24 octobre 1975
4. 1 2  Serge Bertram, « l'Aventure est au bout de la caméra », Super Tintin, no 2 « Spécial Aventuriers »,‎ 3éme trimestre 1978, p. 28-29
5. 1 2 3 4  Jacqueline Aubenas, « Patricia Verhaegen: Le monde dans une caméra », Voyelles (magazine), no 19,‎ mai 1981, p. 21-23 (lire en ligne)
6. ↑  Catherine Humblot, « Cinéma ethnographique sur FR 3 FILMER LE POUVOIR », Le Monde.fr,‎ 19 juin 1978 (lire en ligne, consulté le 22 juin 2023)
7. 1 2 3  « Les Cinéastes-Explorateurs », Pour le Cinéma Belge,‎ novembre décembre 1981 - janvier février 1982, p. 12-14
8. ↑  Freddy Landry, « L'Impartial 30 juin 1978 — e-newspaperarchives.ch », sur www.e-newspaperarchives.ch, L'Impartial (Suisse) (consulté le 22 juin 2023)
9. 1 2 3  Claude Sarraute, « L'urne et le gri-gri », Le Monde.fr,‎ 24 juin 1982 (lire en ligne, consulté le 22 juin 2023)
10. ↑  « Etienne et Patricia Verhaegen: Filmer les Pouvoir », Pour le Cinéma Belge, nos 31-32,‎ mai-juin 1978, p. 35
11. ↑  Yann Lardeau, « Festival de Luchon. Le film de grand reportage », Cahiers du Cinéma, no 328,‎ octobre 1981, p. VIII
12. ↑  Th. L., « Jean Rouch Apôtre et défenseur du Cinéma direct », La Libre Belgique,‎ 8 novembre 1980
13. ↑  Colette de Portefaix, « Chez les Noubas, tout homme peut avoir plusieurs femmes à condition de bâtir une case pour chacune », Télé 7 Jours, no 1156,‎ 24 juillet 1982, p. 24-25
14. ↑  « Il était une fois le pouvoir », Le Soir Illustré,‎ 22 juillet 1982
15. ↑  Franklin Didi, « Le pouvoir, ses pièges et sa logique », Elle, no 1699,‎ 31 juillet 1978, p. 24-25
16. ↑  Jean-Louis Malroux, « La fête est finie », Libération,‎ 24 et 25 juillet 1982, p. 30
17. ↑  « SOUDAN. Normalisation islamique dans les villages noubas », sur Courrier international, 21 septembre 2005 (consulté le 23 juin 2023)
18. 1 2  Colette Braeckman, « "Le secret de leurs corps": un document bouleversant sur les mutilations sexuelles », Le soir,‎ 8 janvier 1982, p. 27
19. ↑  « Ils disent : culture millénaire, nous disons: dommages millénaires », Des Femmes en Mouvements, no 98,‎ 25 juin 1982, p. 2
20. ↑  Carole Sandrel, « Pour la première fois, la TV aborde un sujet tabou qui concerne trente millions de femmes », Télé 7 jours, no 1152,‎ 26 juin 1982, p. 56-57
21. ↑  « Emission: "A suivre... " du 08/01/1982 sur RTBF » [vidéo] (consulté le 22 juin 2023)
22. ↑  [vidéo] INA Actu, « JA2 20H : EMISSION DU 21 JUILLET 1982 » (à 20 min 9 s)
23. ↑  Michel Cournot, « La couleur du sang jamais ne s'oublie », Le Nouvel Observateur, no 922,‎ 10 au 16 juillet 1982, p. 5
24. ↑  Michel Brent, « Le grand cru et le tout cuit », Le Vif,‎ 15 novembre 1984, p. 71-74
25. ↑  Michel Brent, « De l'aventure à la fiction », Le Vif,‎ 18 juillet 1985, p. 104-105
26. ↑  Laurence Descamps, « Voodoo: Terror of the night », Marie Claire « 434 »,‎ octobre 1988, b15
27. ↑  « Catalogue des films de "Patricia Verhaegen" », sur Ardèche Images (consulté le 22 juin 2023)
28. ↑  Film-documentaire.fr, « Nés parmi les animaux sauvages », sur www.film-documentaire.fr (consulté le 22 juin 2023)
29. ↑  « Patricia Scraeyen-Verhaegen sort son premier livre! », sur sudinfo.be, 10 août 2023 (consulté le 10 novembre 2023)

## Ouvrage
- Vaudou: Au Risque de m'y Perdre, 2023 (ISBN 979-8353777809)